# Периодизация военного строительства в Турции
Турецкая армия официально ведёт свою историю от 209 г. до н. э., когда в империи Хунну были созданы первые военные отряды по азиатской десятичной системе. При этом современные вооружённые силы Турции начали формироваться в 1920-е гг. на основе военных частей распавшейся Османской империи.
Предшественником Османской империи был Сельджукский султанат. В XIII веке часть его армии составляли рабы-гулямы, которые были, как правило, захвачены в плен в приграничных владениях Византии или среди кочевников Северного Причерноморья. Другую часть составляли отряды икдишей (дети от смешанных браков христиан и мусульман) и отряды христианских наёмников. Основной же частью была тюркская конница. В 1209 году, в связи с началом монгольских завоеваний, большие массы тюрков устремились в Малую Азию. В 1243 году сельджукская армия была разгромлена при Кёсе-даге, а значительная часть султаната покорена монголами за 3 месяца. Позднее султаны стали вассалами ильханов улуса Хулагу. Династия сельджуков пресеклась в 1307 году. Осман I, поначалу правитель одного из бейликов, основал новую династию и его потомки в XIV веке совершили ряд крупных завоеваний, поглотив ряд бейликов, завоевав Фракию и Македонию, Сербию и Болгарию. Баязид I покорил земли в Западной Анатолии, Караман и Сивасский султанат. В 1402 году он был разгромлен Тимуром, который восстановил самостоятельность бейликов, но вскоре они вновь были подчинены османским султанам. При сыне Баязида Мехмеде I окончательно сформировалась система османских вооружённых сил.
XIV-XIX века
В XIV веке сложилась определённая структура османской армии, которая сохранялась до первой трети XIX века.
При Орхане были сформированы отряды пехоты (яя или пийаде) и конницы (мюселлем), набиравшиеся из крестьян, которые в мирное время занимались земледелием и освобождались от налогов, а в военное - мобилизовывались и во время походов получали жалование. К первой четверти XV века они стали играть вспомогательные функции. При нём же был основан отряд пехоты из 1000 рабов, обращённых в ислам, находившийся на государственном содержании - янычары (ени чери - новое войско). Важную роль поначалу играла лёгкая конница тюркского типа - акынджи, но позднее она отходит на второй план.
Сложившаяся в XIV веке структура делилась по способу комплектования.
•	Войско капикулы - основная масса вооружённых сил, которая содержалась государством. Включало пехоту, конницу, артиллерию и флот.
•	Войско сераткулы - вспомогательное войско, содержавшееся на средства провинциальных властей, состояло из пехоты и конницы.
•	Войско топраклы - конница, сформированная на основе военно-поселенной системы.
•	Конница платящих дань вассальных провинций.
Войско капикулы
В него входили янычары, аджеми-огланы, топчу, джебеджи, сакка, улуфели-сипахи и чауши.
Аджеми-огланы («чужеземные мальчики») набирались из детей, пре-имущественно, на Балканах. Их привозили в Стамбул и обращали в ислам, после чего они проходили подготовку. Наиболее способные из них перево-дились для службы во дворце султана (ич-огланы), остальные через 5-10 лет зачислялись в янычарский корпус.
Янычары всё время жили в казармах, получали ежедневное жалование на еду и снаряжение, в свободное время занимались воинской подготовкой - стрельбой из лука, а с начала XVI века - из огнестрельного оружия. С середины XVI века янычары стали лично свободными, позднее им была разрешена женитьба, предварительная подготовка в корпусе аджеми-огланов перестала быть обязательной, а к началу XVII века они получили право прекращать службу. Всё это отрицательно сказалось на их боеспособности. Численность янычар поначалу составляла 2-3 тысячи, при Мехмеде II (1451-1481) возросла до 12 тысяч, при Сулеймане I (1520-1566) - 20 тысяч, в 1640 году - 35 тысяч, в 1680 - 54 222, во второй половине XVIII века - 113 400, а к концу XVIII века достигла 200 тысяч человек.
Топчу представляли собой корпус артиллеристов. Одна их часть занималась обслуживанием и стрельбой из орудий, другая - их производством. В 1574 году насчитывалось 1099 человек топчу.
Джебеджи, как и янычары, формировались из аджеми-огланов. В их задачи входило производство и ремонт огнестрельного и холодного оружия, снаряжения, а также охрана складов, транспортировка и охрана оружия во время походов. Их число было относительно невелико, в 1571 году их насчитывалось 625 человек.
Сакка снабжали войска водой. Они были распределены по всем ротам пехоты, воду возили на лошадях в кожаных мешках.
Улуфели или сипахи -конная гвардия султана. В военное время она охраняла султана, а в мирное - выполняла некоторые административные функции. В XVI веке она составлялась из числа ич-огланов. В 1640 году их насчитывалось 13 тысяч, в конце XVII - начале XVIII - 15 284 человека.
Чауши - всадники, выполнявшие функции адъютантов высокопостав-ленных лиц, гонцов. Во время битв они следили за обстановкой на поле боя. Их кони были одеты в конские доспехи.
Войско сераткулы
Содержалось на средство провинциальных властей и подчинялось им. Это войско собиралось только на время необходимости, во время боевых действий выплачивалось жалование. В пехоту сераткулы входили азабы, исарелы, сеймены, лагумджи и мюселлемы. Кавалерию составляли джюнджюлы, беслы и делы.
Азабы или азебы представляли собой крестьянские ополчения. Это войско состояло из нескольких корпусов, каждый из которых составляли представители той или иной провинции. Они были довольно хорошо вооружены, в том числе, могли использовать ручное огнестрельное оружие.
Исарелы служили в приграничных городах и обслуживали пушки.
Сеймены формировались из крестьян в случае крайней необходимости. Каждым корпусом командовал паша данной провинции. За время службы получали жалование. Как правило, были плохо вооружены и не обучены.
Лагумджи формировались, главным образом, из христиан. Они производили подкопы при осаде городов.
Мюселлемы также формировались из христиан, в их задачи входили инженерно-дорожные работы и рытьё траншей.
Джюнджюлы - конница, которая формировалась из местного населения с целью охраны пограничных городов.
Беслы формировались из лучших всадников с целью совершения набегов на территорию противника.
Делы собирались на время войны из всех желающих.
Войско топраклы
Представляло собой феодальную конницу тимарлы сипахи, сформированную на основе военно-ленной системы, сложившейся в XIV-XV веках. Тимариоты и заимы, которые составляли эту конницу, за службу снабжались ленами (земельными пожалованиями) - тимары и более крупные зеаметы. При мобилизации они должны были приходить с конными боевыми слугами (от 1 до 4), вооружёнными саблями и стрелами, которые назывались джебелю. Лены передавались по наследству, когда сын тимариота или заима был пригоден к несению службы. Общая численность топраклы в XVI-XVII веках достигало 200 тысяч человек, в XVIII веке снизилась до 150 тысяч.
Кавалерия платящих дань вассальных провинций
Её составляли крымские татары, а также жители Молдавии, Валахии и Трансильвании.
Первая половина XIX века
Войны XVIII века, особенно русско-турецкая война 1768-1774 годов показали недостаточную боеспособность османской армии и необходимость её преобразования. Первым начал преобразования Селим III. Он создал новую армию - низам-и-джедид, и произвёл ряд реформ, однако янычарское восстание заставило его в 1807 году отказаться от модернизаций. Эту идею продолжил Махмуд II. В 1826 году он организовал новое войско эшкенджи из 8000 солдат и уничтожил янычарский корпус. После он продолжил реорганизацию армии при помощи европейских военных специалистов. Главой армии считался великий визирь (фактически командующим был султан), столичными отрядами командовал сераскир, провинциальными - паши. К 1836 году численность турецких регулярных войск достигла 72-75 тысяч человек, а общая численность сухопутных войск - 274 599 человек.
Регулярная пехота
В 1827 году численность регулярной пехоты не превосходила 40 тысяч человек. Она делилась на полки, каждый полк - на 3 батальона, каждый батальон - на 8 рот. Пехоту обучали французские и австрийские офицеры. К 1836 году её структура была несколько изменена. Гвардейская пехота составляла дивизию, делившуюся на 4 полка, 16 батальонов, 64 роты (12 800 человек). Гвардейские стрелки составляли 1 батальон из 4 рот. Армейская пехота делилась на 20 полков (47 000 человек). Солдаты были вооружены кремнёвыми ружьями со штыками, саблями.
Регулярная кавалерия
Формирование регулярной кавалерии началось с 1826 года по образцу наполеоновской. К 1828 году было сформировано 4 полка (булука) по 600 человек (642 с офицерами), которые делились на эскадроны. В 1836 году в гвардейской кавалерии числилось 2200 лошадей, в армейской - 1399. Всадник был вооружён пикой по образцу польских улан, саблей австрийского образца, карабином.
Артиллерия
Артиллерия подразделялась на гвардейскую и армейскую, пешую и конную, полевую и крепостную.
Существовали также инженерные войска, к которым относился минёрный отряд, в задачи которого входил ремонт укреплений.
Иррегулярные войска
Заимов и тимариотов было 50-60 тысяч кавалерии и 120 тысяч пехоты. В 1830-х годах военно-ленная система была ликвидирована.
Сипахи делились на 8 полков и 32 эскадрона, их численность - 12 ты-сяч.
Селикадеры представляли собой феодальную конницу численностью 15 тысяч человек.
С 1834 года была образована пешая и конная милиция (редиф мансуре), набиравшаяся из добровольцев или по человеку с 40-50 домов, которых обучали 1 раз в неделю. В 1836 году был сформирован 41 батальон по 1400 человек.
Поселенные войска - жители дунайских крепостей, образовывавшие войско сераткулы. Их численность достигала 26 200 человек.